# Ida Schöpfer
Ida Schöpfer (Flühli, 22 oktober 1929 - aldaar, 7 juni 2014) was een Zwitserse alpineskiester. Zij nam deel aan de Olympische Winterspelen van 1952. In 1954 werd zij tweevoudig wereldkampioene.

## Belangrijkste resultaten

### Olympische Winterspelen
| Jaar | Plaats | Discipline  | Onderdeel        | Resultaat |
| ---- | ------ | ----------- | ---------------- | --------- |
| 1952 | Oslo   | alpineskiën | afdaling (v)     | 10e       |
| 1952 | Oslo   | alpineskiën | reuzenslalom (v) | 16e       |
| 1952 | Oslo   | alpineskiën | slalom (v)       | deelname  |

### Wereldkampioenschappen
| Jaar | Plaats | Onderdeel      | Resultaat |
| ---- | ------ | -------------- | --------- |
| 1954 | Åre    | afdaling (v)   | Goud      |
| 1954 | Åre    | combinatie (v) | Goud      |
| 1954 | Åre    | slalom (v)     | Zilver    |

## Onderscheidingen
- Zwitsers Sportpersoon van het Jaar (1954)